# Steve Allen (Sänger)
Steve Allen (* 1957 in Liverpool, Großbritannien) ist ein Popsänger, der 1985 einen Hit mit Letter from My Heart hatte.

## Biografie
Steve Allen, der Sohn eines Jazz-Sängers, besuchte die Kunsthochschule in seiner Heimatstadt Liverpool. In den späten 1970er Jahren formierte er unter dem Pseudonym Enrico Cadillac die Gruppe Deaf School, deren Leadsänger er wurde.
Zwischen 1980 und 1981 sang er bei den Original Mirrors, mit denen er während Roxy Musics Flesh-&-Blood-Tour im Vorprogramm auftrat. Außerdem arbeitete er bei Aufnahmen für Clive Langer & the Boxes, die ihn auch bei seinen Solo-Ambitionen unterstützten.
In den Jahren 1984 bis 1989 nahm der Brite, meist mit italienischen Produzenten, diverse Singles auf. Einen Charterfolg konnte er lediglich in Deutschland verbuchen, als Letter from My Heart 1985 Platz 22 der Hitparade erreichte.

## Diskografie (Singles)
- 1984: Letter from My Heart
- 1986: Message of Love
- 1987: Love Is in the Air
- 1989: Lagoon Girl
- 1990: Love Is in the Air (90's Remix)
- 1990: Letter from My Heart